# Ceru Colorado
Ceru Colorado (ook Seroe Colorado, vroeger Roode Berg,) is een dorp op Aruba. Het is het meest zuidoostelijke punt van Aruba.

## Geschiedenis
In 1873 of 1874 werd guano (vogelpoep) ontdekt bij Ceru Colorado door Henri Waters Gravenhorst. In 1879 werd de Aruba Phosphaatmaatschappij opgericht om het gebied te ontginnen. Er werd oorspronkelijk aan de oppervlakte gemijnd met open groeves. Later werden ook mijnschachten aangelegd. De guano werd eerst per muilezel naar Sint Nicolaas vervoerd en overgeladen op schepen. In 1881 werd een 7 km lange smalspoorlijn geopend tussen Ceru Colorado en Sint Nicolaas. Van 1881 tot 1909, in een periode van 28 jaar, werd 742.561 ton fosfaat verscheept. In 1914 sloten de mijnen.
In de jaren 1930 werd de Lago Colony gebouwd bij Ceru Colorado als huisvesting voor de werknemers van Lago Oil & Transport Co. Ltd.. Op een paar huizen na is er niet veel meer over van de Lago Colony. Tijdens de Tweede Wereldoorlog bevonden zich kanonnen op Colorado Point om het eiland en de olieraffinaderij te beschermen.
Op 31 maart 1985, de dag dat olieraffinaderij sloot, werd een rood anker bij Lago Colony neergezet ter nagedachtenis van alle zeelieden die op zee zijn omgekomen. Het rode anker is bijna 5 meter hoog en weegt 21.772 kilo. Het is in de jaren 1960 in Duitsland gemaakt, maar het is onduidelijk welk schip zijn anker voor de kust van Aruba is kwijtgeraakt.

## Galerij

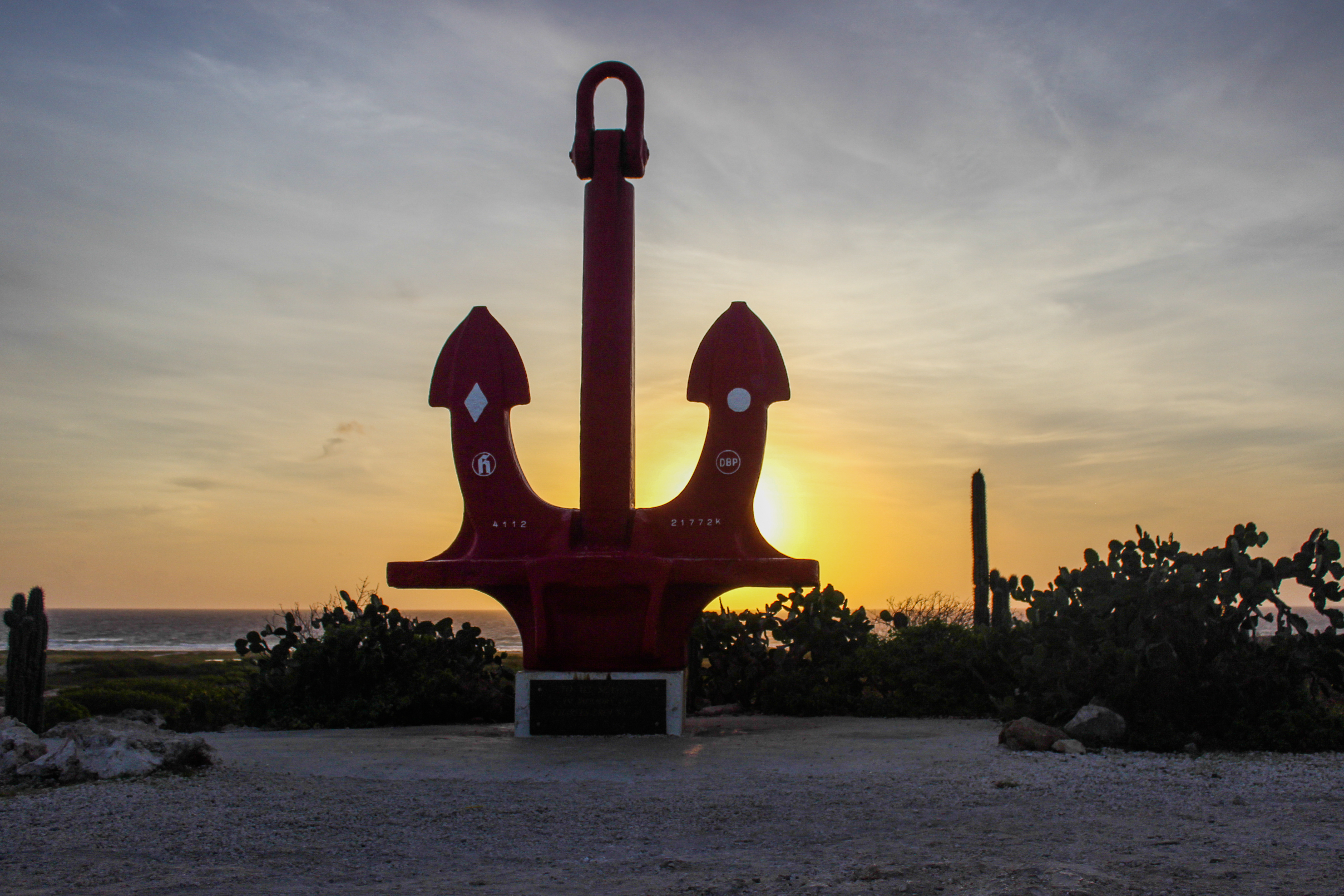
Anker bij zonsondergang
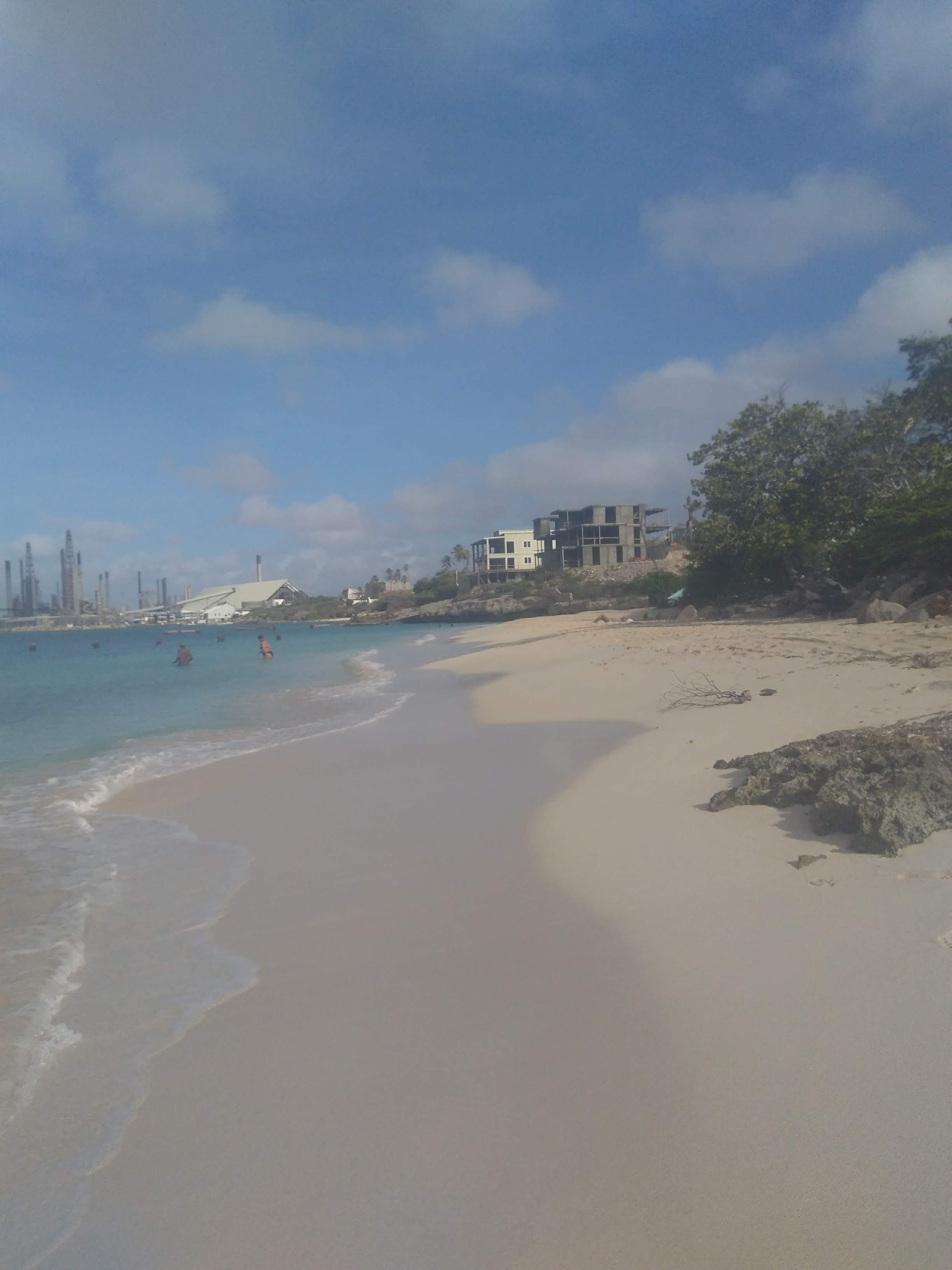
Strand bij Ceru Colorado
Guanotrein (ca. 1885)
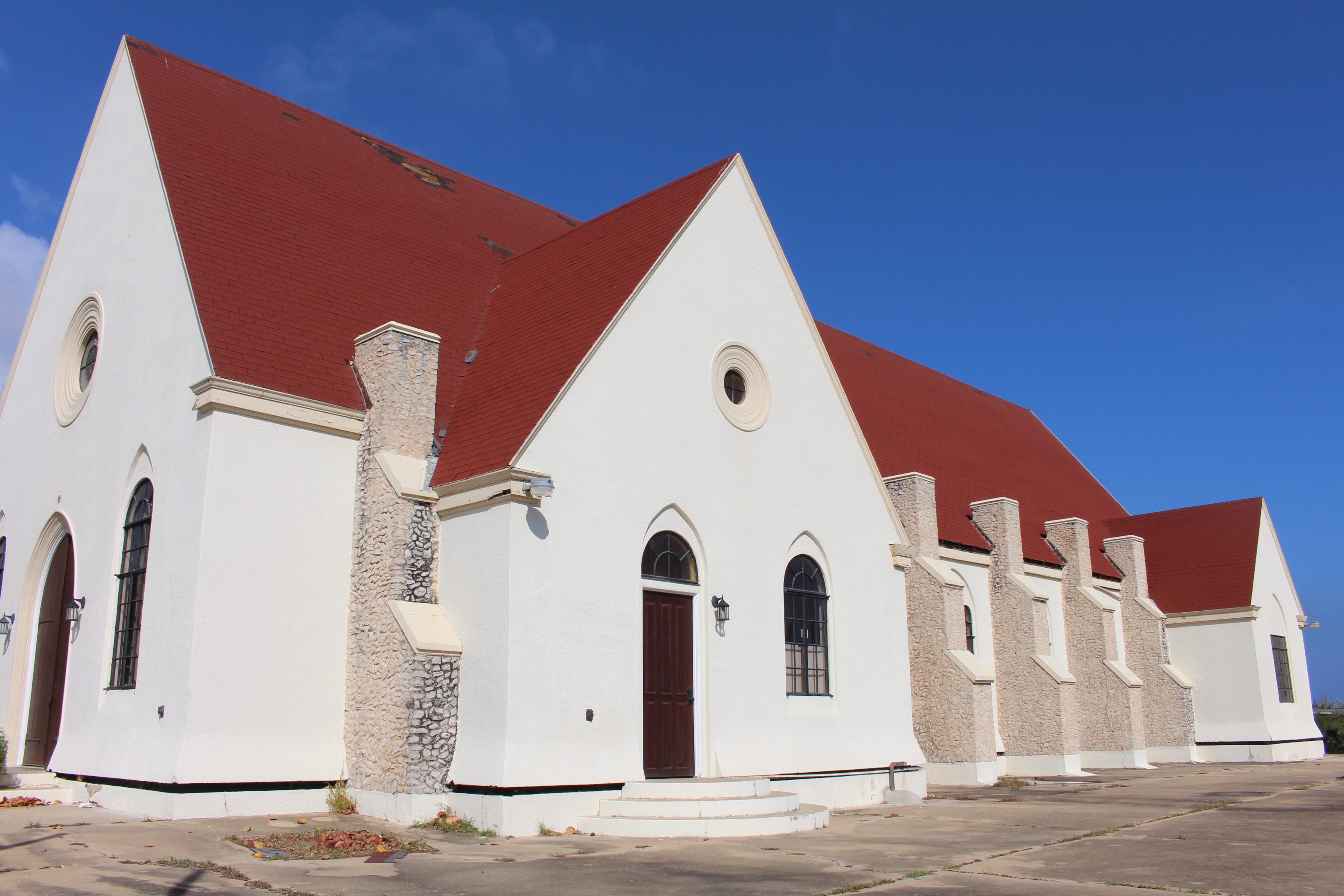
Kerk van Ceru Colorado